# Vilhelm August Borgen
Vilhelm August Borgen, född  2 juli 1801 på Nøragergård vid Slagelse, död 27 maj 1884 i Köpenhamn, var en dansk skolledare och politiker (Venstre). 
Borgen blev student 1819, men avlade ingen ämbetsexamen. Efter att ha varit lärare vid det lärda institutet i Fredericia, därefter vid Borgerdydskolen i Köpenhamn och slutligen vid det von Westen’ske Institut blev han föreståndare för detta 1832. Genom sin verksamhet där och genom utgivning av olika läroböcker i modersmål förvärvade han sig ett sådant namn som praktisk skolman, att han 1844 fick tjänsten som direktör för Köpenhamns kommunala skolväsende, som inrättades genom skolanordningen samma år. I denna befattning inlade han sig stora förtjänster genom att reformera huvudstadens kommunala skolor. De tidigare spridda klasserna samlades till organiserade skolor under ledning av inspektörer; tidsenliga skolbyggnader uppfördes, lärarnas lön höjdes, och undervisningen förbättrades. Efter att ha varit kultusminister i tre månader 1859–1860 i regeringen Rotwitt levde han som privatman. Han tog dock, intill 1880, mycket verksam del i ledningen av sinnesslöanstalten på Gamle Bakkehus, som han hade varit med att inrätta 1855. Han var landstingsman för 2. valkretsen 1849–1866.

## Utmärkelser
- Riddare av Dannebrogorden,  1858[2]

[Redigera Wikidata]